# Composition du convoi PQ 17
Le convoi PQ 17 est un convoi de l'Arctique chargé de ravitailler l'URSS en 1942.

## Les navires marchands

### Les navires américains
Ils sont au nombre de 23 dont 7 Liberty-ships.
- Alcoa Ranger : Il est torpillé le 7 juillet par l'U-255. Il transporte 7 200 tonnes d'acier et 19 chars.
- Bellingham : Il est torpillé le 7 juillet par l'U-255 mais il poursuit sa route malgré un trou dans la coque.
- Carlton : Il transporte 5 500 tonnes de marchandises dont 400 tonnes de munitions et de fioul. Il est torpillé, le 5 juillet, deux fois par l'U-88. Une seule torpille explose et fait exploser le carburant.
- Exford : le 29 juin, il est heurté par des glaces flottantes et fait demi-tour.
- Fairfield City : Il est coulé le 5 juillet par l'aviation.
- Honomu : Il contient 7 000 tonnes d'acier et de matériel de guerre. Il est attaqué, le 5 juillet, par l'U-334 qui le rate et coulé par l'U-456 après 4 torpilles.
- Hoosier : Il est touché par l'aviation le 7 juillet. Il est abandonné puis coulé le 10 juillet par l'U-376. Il transportait 5 000 tonnes de matériel.
- Ironclad
- Olopana : Il transporte 6 000 tonnes d'explosifs et d'essence. Il est coulé par l'U-255.
- Pan Atlantic : Il est coulé par les bombes d'un Ju 88 le 6 juillet.
- Pan Kraft : Il est coulé le 7 juillet par l'aviation.
- Peter Kerr : Transportant du matériel de guerre et des vivres, il est attaqué, le 5 juillet, par 3 Ju 88. Il est coulé après l'impact de 3 bombes.
- Silver Sword
- Washington : Il transporte plus de 3 000 tonnes de TNT. Le 5 juillet, il est attaqué par 3 Ju 88. Le navire est abandonné. Il coulera le lendemain.
- West Gotomska : Il renonce à partir à la suite de problèmes techniques.
- Winston-Salem

Liberty-ships
- Benjamin Harrison
- Christopher Newport : Touché par une torpille tirée par un He 115, abandonné puis coulé le 3 juillet par une torpille de l'U-457.
- Daniel Morgan : Il est touché par 5 Ju 88 puis achevé et coulé par deux torpilles de l'U-88. Il transportait 8 000 tonnes d'acier et de matériels de guerre.
- John witherspoon : Il est torpillé le 6 juillet par l'U-255. Il transporte 8 500 tonnes de matériel.
- Richard Bland : Il s'échoue sur la cote islandaise et fait demi tour.
- Samuel Chase
- William Hooper : Il transporte 8 500 tonnes de matériel de guerre comprenant des camions, des munitions et des chars. Il est torpillé le 4 juillet par un He 111. Il est abandonné puis retrouvé et coulé par l'U-334.

Il y 3 navires de sauvetage chargés de recueillir les survivants :
- Rathlin
- Zaafaran
- Zamalek : Il est coulé par l'aviation le 5 juillet.

### Les navires britanniques
Il y a 8 cargos britanniques.
- Bolton Castle : Il transporte entre autres de la poudre. Il est coulé le 5 juillet par une bombe d'un Ju 88.
- Earlston : Il transporte 2 000 tonnes de matériel, 200 véhicules et une trentaine d'avions. Il est endommagé par des Ju 88 mais il est coulé le 5 juillet par l'U-334.
- Empire Byron : Il transporte 2 500 tonnes de matériel , 30 chars et 6 avions. Il est endommagé le 4 juillet par la torpille d'un He 111. Il ralentit et s'écarte du convoi. Il est torpillé le 5 juillet par l'U-703.
- Hartlebury : Il est coulé le 7 juillet par l'U-355. Il transporte 2 500 tonnes de matériels.
- Navarino : Coulé le 4 juillet par une torpille lancée par un avion.
- Ocean Freedom
- River Afton : Il est torpillé par l'U-703 le 5 juillet. Il transportait 2 000 tonnes de matériels, 36 chars et 7 avions.
- le CAM ship Empire Tide

### Les navires panaméens
Il y a deux cargos.
- El Capitan : Il est touché par l'aviation le 7 juillet. Il est abandonné. Il sera coulé le 10 juillet par l'U 251.
- Troubadour

### Les navires russes
Il y a deux pétroliers.
- Azerbaïdjan : Il transporte de l'huile de lin. Touché par une torpille d'un avion le 4 juillet. Il continue sa route.
- Donbass

### Le navire néerlandais
Il y a un cargo.
- Paulus Potter : Il est abandonné, le 5 juillet, après avoir été touché par une bombe d'un Ju 88 car son gouvernail est détruit. Il est coulé le 13 juillet par l'U-255.

## L'escorte

### L'escorte rapprochée
L'escorte est nommée Escort Group 1. L'escorte comprend :
- 4 chalutiers armés : HMS Ayrshire, HMS Lord Austin, HMS Lord Middleton, HMS Northern Gem

- 3 dragueurs de mines : HMS Britomart, HMS Halcyon, HMS Salamander

- 2 croiseurs auxiliaires antiaériens : HMS Palomares (en), HMS Pozarica

- 2 sous-marins : HMS P614, HMS P615

Il y a deux pétroliers ravitailleurs britanniques de la Royal Fleet Auxiliary.
- RFA Aldersdale : Le pétrolier est touché par les bombes de 4 Ju 88, le 5 juillet. Il est pris en remorque par le HMS Salamander mais il est abandonné. Il est coulé le 7 juillet par l'U-355.
- RFA Gray Ranger : Il heurte un iceberg le 30 juin et fait demi-tour en rejoignant le convoi QP 13 avec le destroyer HMS Douglas.

Ils sont rejoints le 1er juillet par un groupe composé de destroyers. Ce groupe se retire sur ordre le 4 juillet au soir. Seules les corvettes restent.
- 4 destroyers :
- HMS Fury
- HMS Leamington
- HMS  Keppel : Navire qui porte le pavillon du Commander Jack Egerton Broome (en), commandant de l'escorte rapprochée.
- HMS Offa

- 2 destroyers d'escorte :
- HMS Ledbury
- HMS Wilton

- 4 corvettes :
- HMS Dianella
- HMS La Malouine
- HMS Lotus
- HMS Poppy

### L'escorte de soutien
L'escorte appareille d'Islande le 1er juillet. Elle est nommée Cruiser squadron 1. Elle est commandée par le contre-amiral Louis Henry Keppel Hamilton. L'escorte s'éloigne du convoi le 4 juillet.
- 2 croiseurs lourds britanniques
- HMS London
- HMS Norfolk

- 2 croiseurs lourds américains
- USS Tuscaloosa
- USS Wichita

- 3 destroyers
- HMS Onslow
- USS Rowan
- USS Wainwright

- 1 destroyer d'escorte
- HMS Wheatland

### L'escorte de couverture
L'escorte de couverture est partie le 29 juin de Scapa Flow. Elle est commandée par l'amiral Sir John Tovey.
- 2 cuirassés
- HMS Duke of York
- USS Washington

- 1 porte-avions
- HMS Victorious

- 1 croiseur lourd
- HMS Cumberland

- 1 croiseur léger
- HMS Nigeria

- 8 destroyers
- HMS Ashanti
- HMS Escapade
- HMS Faulknor
- HMS Marne
- HMS Martin
- HMS Onslaught
- USS Mayrant
- USS Rhind

- 1 destroyer d'escorte
- HMS Blankney

### Les sous-marins
Plusieurs sous-marins sont déployés pour protéger le convoi de la flotte de surface allemande. Ils sont positionnés au sud de l'Île aux Ours.

#### Les sous-marins britanniques
- HMS Sahib
- HMS Seawolf
- HMS Sturgeon
- HMS Tribune
- HMS Trident
- HMS P 45
- HMS P 54
- HMS Ursula

#### Les sous-marins russes
- K-2
- K-21
- K-22
- Shch-402
- Shch-403

## Sources
- Navires et Histoire no 64, édition la Presse
- Jean Jacques Antier, Grandes batailles navales de la 2e guerre mondiale, tome 2 : Sur toutes les mers du globe, Édition Broché